# 比弗利鎮區 (阿肯色州錫巴斯琴縣)
比弗利鎮區（英語：Beverly Township）是位於美國阿肯色州錫巴斯琴縣的一個行政鎮區。

## 地方資料
比弗利鎮區的面積為34.39平方千米，當中陸地面積為33.97平方千米，而水域面積為0.42平方千米。根據2010年美國人口普查的數據，當地共有人口730人，而人口密度為每平方千米21.23人。